# 爱德华·拉特利奇

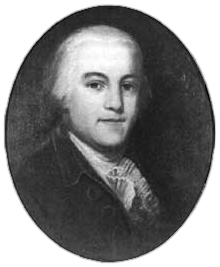
爱德华·拉特利奇

爱德华·拉特利奇（英語：Edward Rutledge，1749年11月23日—1800年1月23日），美国独立初期的政治家，奴隶主，南卡罗来纳州人，生于查尔斯顿，其兄约翰·拉特利奇是美国宪法制定会议的成员。他曾在牛津大学学习法律，並在英国获准成为执业律师，后来返回南卡罗来纳继续从事律师职业，与亨丽埃塔·米德尔顿结婚。他和其兄一起参加了大陆会议，起先反对美国从英国独立，后来因其他人都同意独立，他也跟着签署了独立宣言，成为宣言最年轻的签署者。独立后他被选入国会，英国再次入侵时，他参加军队防御，被英国俘虏入狱至1781年。出狱后的他被选入州议会，从1782年任至1796年。1798年他当选第39任南卡罗来纳州州长，但未能完成第一届任期即逝世。